# Тонио Крёгер
«Тонио Крёгер» (нем. Tonio Kröger) — новелла немецкого писателя Томаса Манна, написанная в 1901 году и опубликованная в 1903.

## Сюжет
Новелла включает восемь эпизодов, в каждом из которых рассказывается об одном моменте в жизни заглавного героя — сначала подростка, потом взрослого мужчины. Ключевую роль в судьбе Тонио Крёгера играет русская женщина Лизавета Ивановна. Ключевая для новеллы тема — «проблема отношений художника и общества».

## Восприятие
В литературоведении новелла считается автобиографичной. По словам Г. Ишимбаевой, она «воспринимается как одно из откровений молодого Т. Манна, вдумчивого читателя русской классики». Лизавета Ивановна может быть связана с персонажами Александра Пушкина и Фёдора Достоевского, носившими то же имя.